# Christoffer Taxell
Lars Evald Christoffer Taxell (ur. 14 lutego 1948 w Turku) – fiński polityk, przedsiębiorca, menedżer i działacz gospodarczy, przedstawiciel mniejszości szwedzkiej, poseł do Eduskunty i minister w czterech gabinetach, w latach 1985–1990 lider Szwedzkiej Partii Ludowej.

## Życiorys
Syn naukowca i polityka Larsa Erika Taxella. W 1972 ukończył studia prawnicze na Uniwersytecie w Turku. Na początku lat 70. był sekretarzem jednego z ministrów. Dołączył do Szwedzkiej Partii Ludowej, od 1970 do 1972 przewodniczył jej organizacji młodzieżowej. Był też członkiem władz organizacji kulturalnej Svenska kulturfonden. W 1975 po raz pierwszy objął mandat deputowanego do Eduskunty, w fińskim parlamencie zasiadał do 1991. W randze ministra wchodził w skład czterech gabinetów, na czele których stali Mauno Koivisto, Kalevi Sorsa i Harri Holkeri. Zajmował stanowiska ministra sprawiedliwości (od maja 1979 do kwietnia 1987) oraz ministra edukacji (od kwietnia 1987 do czerwca 1990). W latach 1985–1990 pełnił funkcję przewodniczącego Szwedzkiej Partii Ludowej.
Na początku lat 90. zrezygnował z aktywności partyjnej i politycznej, przechodząc do sektora prywatnego. W latach 1990–2002 był dyrektorem generalnym grupy Partek. Powoływany również w skład organów kierowniczych różnych przedsiębiorstw i instytucji. Przewodniczył Konfederacji Fińskiego Przemysłu (Elinkeinoelämän keskusliitto), a także był kanclerzem Åbo Akademi. W 2008 powołany na przewodniczącego komisji do spraw reformy konstytucyjnej.